# Marathon van Xiamen 2005
De marathon van Xiamen 2005 vond plaats op zaterdag 26 maart 2005 in Xiamen. Het was de derde editie van dit evenement, dat tevens dienstdeed als Chinees kampioenschap op de marathon.

## Uitslagen

### Mannen
| rang   | naam                  | land | tijd    |
| ------ | --------------------- | ---- | ------- |
| Goud   | Raymond Kipkoech      | KEN  | 2:09.49 |
| Zilver | Shimelis Mola         | ETH  | 2:10.51 |
| Brons  | Kebede Tekeste        | ETH  | 2:12.03 |
| 4      | Yohei Sato            | JPN  | 2:14.38 |
| 5      | Christopher Kipkosgei | KEN  | 2:14.53 |
| 6      | Li Jianfei            | CHN  | 2:14.56 |
| 7      | Gong Ke               | CHN  | 2:15.11 |
| 8      | Samson Tuiyange       | KEN  | 2:15.28 |
| 9      | Chai Jiahua           | CHN  | 2:16.15 |
| 10     | Lu Hanxiong           | CHN  | 2:16.37 |
| 11     | Zhang Qingle          | CHN  | 2:16.46 |
| 12     | Fu Mingliang          | CHN  | 2:16.47 |
| 13     | Zheng Yunshan         | CHN  | 2:17.21 |
| 14     | Deng Haiyang          | CHN  | 2:17.32 |
| 15     | Wu Yinshuai           | CHN  | 2:17.49 |

### Vrouwen
| rang   | naam             | land | tijd    |
| ------ | ---------------- | ---- | ------- |
| Goud   | Zhou Chunxiu     | CHN  | 2:29.58 |
| Zilver | Sun Weiwei       | CHN  | 2:31.11 |
| Brons  | Zhang Shujing    | CHN  | 2:31.57 |
| 4      | Wang Ling        | CHN  | 2:32.16 |
| 5      | Jong Yong Ok     | PRK  | 2:32.50 |
| 6      | Li Fenjin        | CHN  | 2:33.13 |
| 7      | Wang Linan       | CHN  | 2:33.16 |
| 8      | Mu Shuixian      | CHN  | 2:34.43 |
| 9      | Zhu Xiaolin      | CHN  | 2:35.04 |
| 10     | Shawati Nuerguli | CHN  | 2:35.30 |
| 11     | Feyesa Dirbe     | ETH  | 2:36.45 |
| 12     | Dai Yanyan       | CHN  | 2:38.21 |
| 13     | Jin Man          | CHN  | 2:39.14 |
| 14     | Zeng Guang       | CHN  | 2:39.29 |
| 15     | Gao Yanli        | CHN  | 2:41.31 |

2003 ·
2004 ·
2005 ·
2006 ·
2007 ·
2008 ·
2009 ·
2010 ·
2011 · 
2012 ·
2013 · 
2014 ·
2015 ·
2016 ·
2017